# Pedro José Escalón

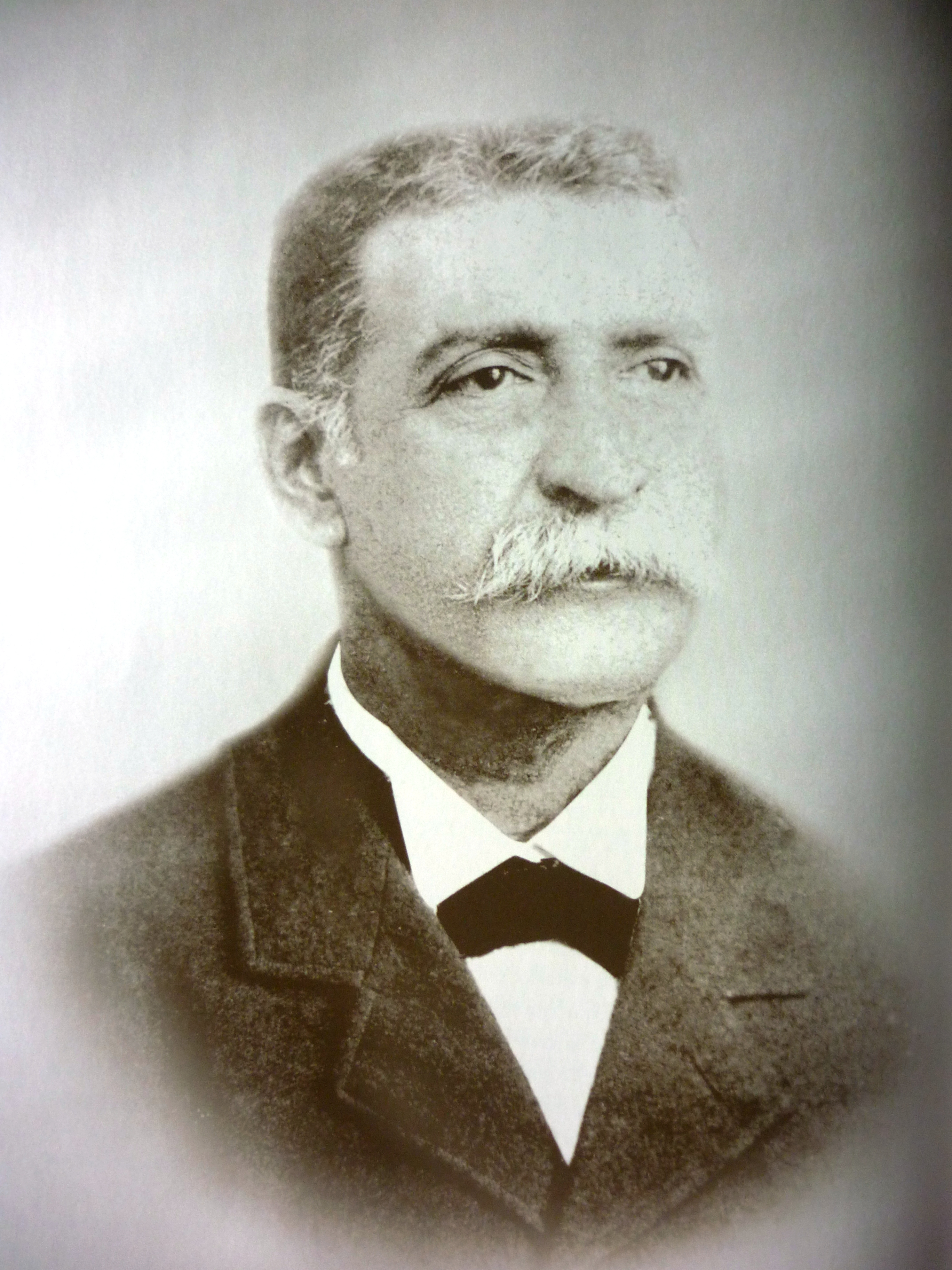
Pedro José Escalón

Pedro José Escalón (* 25. März 1847 in Santa Ana (El Salvador); † 6. September 1923 ebenda) war vom 1. März 1903–28. Februar 1907 Präsident von El Salvador.

## Leben
Die Familie Escalón ist Teil des Agujero de oro, sie sind Cafetaleros im Departamento Santa Ana.
Pedro José Escalóns Bruder war General Potenciano Escalón, dessen Witwe María Gloria de la Concepción Moisant, Concha Viuda de Escalón war die Eigentümerin des Terrains, welches heute die Colonia Escalón mit dem Paseo General Escalón in San Salvador bildet.
1865 heiratete Pedro José Escalón, Elena Rodríguez (* 1847 † 3. Dezember 1921) und hatten drei Kinder: Dolores, Federico und Pedro.
Tomás Regalado schätzte ihn als leicht manipulierbar ein und machte ihn zu seinem Nachfolger als Präsident.
Tomás Regolado hatte schon 1899 Krieg gegen Guatemala geführt und unterstützte Regimegegner von Manuel José Estrada Cabrera in Guatemala.
Ab dem 9. Juni 1906 wurde der Konflikt zwischen Guatemala und El Salvador bewaffnet ausgetragen.
Truppen aus El Salvador fielen unter dem Kommando von Tomás Regolado in Guatemala ein. Am 11. Juni 1906 wurde Tomás Regolado getötet.
Am 17. Juni 1906 war der Rückzug der Truppen aus El Salvador abgeschlossen. Im Oktober 1906 unterzeichnete Escalón mit Estrada Cabrera für Guatemala einen Friedens- und Handelsvertrag.
In seiner Regierungszeit beglich die Regierung von El Salvador die Forderungen aus einem Schiedsspruch zum Puerto El Triunfo unter der Bezeichnung Asunto Burrell, welche sich auf etwa eine halbe Million Goldpesos belief.
In seiner Regierungszeit wurde im Dezember 1906 die Escuela de Comercio y Hacienda, welche heute zum Instituto Nacional de Central gehört, gegründet.
In seiner Regierungszeit wurde mit dem Wiederaufbau des Palacio Nacional und dem Bau des Teatro Nacional de San Salvador begonnen, der Telegrafendienst wurde ausgeweitet.
In San Salvador gab es eine elektrische Straßenbeleuchtung.
Ende 1906 versuchte General Potenciano Escalón mit Unterstützung von José Santos Zelaya seinen Bruder Pedro José Escalón zu stürzen. Der Verschwörer wurde 1907 auf der Hacienda Santa Emilia, der Waffenhändler Moisant in Sonsonate gefangen genommen und in das Penitenciaria Central von San Salvador gebracht.
Seinen Lebensabend verbrachte er auf seinen Latifundien in Santa Ana.